# 9월 (1987년 영화)
《9월》(영어: September)은 미국에서 제작된 우디 앨런 감독의 1987년 드라마 영화이다. 덴홈 엘리엇, 다이앤 위스트 등이 출연하였고, 로버트 그린헛 등이 제작에 참여하였다. 안톤 체호프의 1889년 희곡 〈바냐 아저씨〉를 본떴으나 성 역할을 반전하였다.

## 줄거리
자살 시도 후, 레인은 버몬트주에 있는 시골집으로 이사하여 요양한다. 그녀의 가장 친한 친구인 스테파니는 남편에게서 잠시 떨어져 있기 위해 여름 동안 그녀와 합류한다. 레인의 건방지고 무뚝뚝한 어머니 다이앤은 그녀의 물리학자 남편이자 레인의 새아버지인 로이드와 함께 최근 도착했다. 레인은 두 이웃과 가깝다: 고군분투하는 작가 피터, 그리고 프랑스어 교사 하워드. 하워드는 레인을 사랑하고, 레인은 피터를 사랑하며, 피터는 스테파니를 사랑한다.
한때 유명한 여배우였던 다이앤은 피터에게 자신의 전기를 써달라고 부탁한다. 그 이유는 몇 년 전 십대였던 레인이 어머니의 학대적인 연인을 쏜 것으로 알려졌기 때문이다. 레인은 이 고통스러운 사건이 다시 주목받는 것을 원치 않지만, 피터는 그것이 훌륭한 이야기가 될 것이라고 생각한다.
어느 날 저녁, 다이앤은 파티를 열기로 결정하고, 레인의 피터와의 계획을 망친다. 피터는 일찍 도착하여 스테파니에게 오랫동안 그녀와 단둘이 있고 싶었다고 고백한다. 밖에는 전기가 끊긴 폭풍이 몰아치고, 촛불과 피아노 음악이 낭만적인 분위기를 조성한다. 다이앤은 그녀의 오래된 위저보드를 찾아 이전 연인들의 영혼과 대화한다. 매우 취한 하워드는 마침내 레인에게 자신의 감정을 드러내지만, 레인은 그에게 보답하지 않는다. 피터는 레인에게 그녀의 감정을 공유하지 않는다고 말한다. 레인은 거절을 잘 받아들이는 듯 보인다. 다른 사람들이 모두 잠자리에 들었을 때, 피터는 스테파니를 유혹하려 하지만, 그녀는 갈등을 겪다가 나중에 그를 따라 그의 집으로 돌아간다.
다음 날 아침, 부동산 중개인이 한 부부에게 집을 보여주고 있다. 레인은 뉴욕으로 돌아가기 위해 집 판매 대금을 기대하고 있다. 레인은 우울함을 느낀다. 결국 피터의 거절을 잘 받아들이지 못해 스테파니의 죄책감을 가중시킨 것이다. 얼마 지나지 않아 피터가 도착하여 스테파니에게 키스하고, 마침 레인이 문을 열어 잠재적인 구매자들에게 방을 보여주려다가 레인은 충격을 받는다. 스테파니는 아무 의미도 없었다고 주장하는 반면, 피터는 레인에게 둘이 서로에게 깊은 감정을 가지고 있다고 말한다. 다이앤은 아래층으로 내려와 그녀와 남편이 이 집에 영구히 살 것이라고 발표한다. 레인은 더욱 혼란스러워하며, 다이앤이 오래전에 레인에게 이 부동산을 주었다고 주장한다. 다이앤은 그것을 자신의 취한 변덕 중 하나로 치부한다. 레인은 격분하며 어머니가 가짜이고 무감각하다고 비난한다.
영화의 절정은 괴로워하는 레인이 "방아쇠를 당긴 건 당신이야! 변호사들이 시키는 대로 말했을 뿐이야"라고 울부짖으며 다이앤이 실제로 그녀의 학대적인 연인을 쏜 사람임을 밝힐 때 찾아온다. 아마도 다이앤의 변호사들은 레인이 관대하게 대우받을 것이므로 레인이 죄를 뒤집어쓰는 것이 더 낫다고 생각했을 것이다. 이 시련은 분명 레인에게 엄청나게 해로웠다. 다이앤은 마침내 돌아갈 수 있다면 다르게 행동할 것이라고 인정한다.
스테파니와 레인을 제외한 모든 사람들이 떠난다. 영화는 스테파니가 레인에게 앞으로 나아가고 "바쁘게 지내라"고 격려하며 끝난다.

## 출연진
- 덴홈 엘리엇
- 다이앤 위스트
- 미아 패로
- 일레인 스트리치
- 샘 워터스턴
- 잭 워든
- 로즈메리 머피
- 아이라 휠러
- 제인 세실

## 기타 제작진
- 협력 제작: 게일 시실리아
- 배역: 줄리엣 테일러
- 미술: 산토 로콰스토
- 의상: 제프리 컬런드